# Litière forestière fermentée
La litière forestière fermentée (LiFoFer) est une pratique culturale restauratrice des sols dégradés.
Elle consiste à substituer aux intrants chimiques de produit de la fermentation anaérobie de litière prélevée en forêt et enrichie de sous-produits agricoles riches en glucides simples, comme par exemple de la mélasse, en amidon ou en cellulose en présence de ferments lactiques.
Cette pratique a fait ses preuves en Asie et en Amérique latine où elle contribue à la restauration de la biodiversité des sols.

## Historique
Dans les années 1980 au Japon, le professeur Teruo Higa, conscient de l'appauvrissement des sols sous l'effet des intrants chimiques, promeut la notion de microorganismes efficaces en mélangeant des microorganismes d'aliments fermentés comme les miso, shōyu, tempeh, etc. à des microorganismes de compostage et à d’autres typiques de la rhizosphère arboricole.